# Ambassade de France au Rwanda
L'ambassade de France au Rwanda est la représentation diplomatique de la République française auprès de la république du Rwanda. Elle est située à Kigali, la capitale du pays, et son ambassadeur est, depuis 2021, Antoine Anfré.

## Ambassade
L'ambassade est située à Kigali. Elle accueille aussi une section consulaire et l'Institut français du Rwanda.

## Ambassadeurs de France au Rwanda
| De   | À    | Ambassadeur                            |
| ---- | ---- | -------------------------------------- |
| 1962 | 1964 | Jean-Marc Barbey                       |
| 1964 | 1967 | Jean Fines                             |
| 1967 | 1972 | Jean-François Doudinot de La Boissière |
| 1972 | 1976 | Robert Picquet                         |
| 1976 | 1980 | Paul-Henry Manière                     |
| 1980 | 1983 | Jacques Leclerc                        |
| 1983 | 1986 | Robert Puissant                        |
| 1986 | 1989 | Pierre Bitard                          |
| 1989 | 1993 | Georges Martres                        |
| 1993 | 1995 | Jean-Michel Marlaud                    |
| 1995 | 1998 | Jacques Courbin                        |
| 1998 | 2000 | Jean-Claude Brochenin                  |
| 2000 | 2004 | François Ponge                         |
| 2004 | 2006 | Dominique Decherf                      |
| 2006 | 2009 | Rupture des relations diplomatiques    |
| 2010 | 2012 | Laurent Contini                        |
| 2012 | 2015 | Michel Flesch                          |
| 2015 | 2021 | Vacance de poste                       |
| 2021 | auj. | Antoine Anfré                          |

## Chargés d'affaires (2015-2021)
| De   | À    | Chargé d'affaires    |
| ---- | ---- | -------------------- |
| 2015 | 2017 | Xavier Verjus-Renard |
| 2017 | 2019 | Étienne de Souza     |
| 2019 | 2021 | Jérémie Blin         |

## Relations diplomatiques
La France et le Rwanda ouvrent des relations diplomatiques en 1962, lors de l'indépendance de ce dernier du royaume de Belgique.
Le 24 novembre 2006, les relations diplomatiques sont rompues à l'initiative du Rwanda, à la suite des poursuites demandées au Tribunal pénal international pour le Rwanda  par le juge français Jean-Louis Bruguière, à l'encontre du président Paul Kagame, et de la signature de neuf mandats d'arrêt contre ses proches. Cette action fait suite à l'attentat du 6 avril 1994 contre le président Juvénal Habyarimana et au génocide contre les Tutsis. L'ambassade ainsi que la plupart des institutions françaises présentes au Rwanda sont fermées.
Le 29 novembre 2009, les deux pays décident de rétablir leurs relations diplomatiques. Le ministre français des Affaires étrangères, Bernard Kouchner, puis le président de la République, Nicolas Sarkozy, effectuent tous deux des déplacements à Kigali afin de symboliser la normalisation des relations, vingt-cinq ans après la dernière visite d'un chef d'État français, François Mitterrand.
Le poste d'ambassadeur fut vacant de 2006 à 2009 et de 2015 à 2021. La direction de l'ambassade était assurée par un chargé d'affaires a.i. En mai 2021, à la faveur d'un réchauffement des relations bilatérales, Emmanuel Macron annonce le retour prochain d'un ambassadeur français au Rwanda, ce qui a lieu le mois suivant.

## Consulat

### Communauté française
Au 31 décembre 2016, 365 Français sont inscrits sur les registres consulaires de Kigali.
| 2001 | 2002 | 2003 | 2004 |
| ---- | ---- | ---- | ---- |
| 201  | 224  | 225  | 267  |

| 2005 | 2006 | 2007 | 2008 |
| ---- | ---- | ---- | ---- |
| 240  | 245  | 175  | 124  |

| 2009 | 2010 | 2011 | 2012 |
| ---- | ---- | ---- | ---- |
| 70   | 194  | 258  | 318  |

| 2013 | 2014 | 2015 | 2016 |
| ---- | ---- | ---- | ---- |
| 324  | 328  | 303  | 365  |

### Circonscriptions électorales
Depuis la loi du 22 juillet 2013 réformant la représentation des Français établis hors de France avec la mise en place de conseils consulaires au sein des missions diplomatiques, les ressortissants français d'une circonscription recouvrant le Burundi, le Kenya, l'Ouganda, le Rwanda, la Tanzanie, la Zambie et le Zimbabwe élisent pour six ans trois conseillers consulaires. Ces derniers ont trois rôles :
1. ils sont des élus de proximité pour les Français de l'étranger ;
2. ils appartiennent à l'une des quinze circonscriptions qui élisent en leur sein les membres de l'Assemblée des Français de l'étranger ;
3. ils intègrent le collège électoral qui élit les sénateurs représentant les Français établis hors de France.

Pour l'élection à l'Assemblée des Français de l'étranger, le Rwanda appartenait jusqu'en 2014 à la circonscription électorale de Nairobi, comprenant aussi le Burundi, le Kenya, l'Ouganda et la Tanzanie, et désignant deux sièges. Le Rwanda appartient désormais à la circonscription électorale « Afrique centrale, australe et orientale » dont le chef-lieu est Libreville et qui désigne cinq de ses 37 conseillers consulaires pour siéger parmi les 90 membres de l'Assemblée des Français de l'étranger.
Pour l'élection des députés des Français de l’étranger, le Rwanda dépend de la 10e circonscription.